# Диэлектрическая восприимчивость
Диэлектри́ческая восприи́мчивость (поляризу́емость) вещества — физическая величина, мера способности вещества поляризоваться под действием электрического поля. Входит в коэффициент связи поляризованности среды {\displaystyle \mathbf {P} } с величиной напряжённости электрического поля {\displaystyle \mathbf {E} }. Для системы СИ:
{\displaystyle {\mathbf {P} }=\varepsilon _{0}\chi _{e}{\mathbf {E} }}
({\displaystyle \varepsilon _{0}} — электрическая постоянная). Зависит от частоты, на высоких частотах обычно существенно меньше, чем на низких. Типичные статические значения {\displaystyle \chi _{e}} составляют единицы или десятки. 

## Случай изотропной среды
Для изотропной среды, диэлектрическая восприимчивость {\displaystyle \chi _{e}} — коэффициент связи между поляризованностью диэлектрика {\displaystyle {\mathbf {P} }} и внешним электрическим полем. В достаточно малых полях эта связь, как правило, линейна:
{\displaystyle {\mathbf {P} }=\chi _{e}{\mathbf {E} }\quad } (СГС), {\displaystyle \qquad {\mathbf {P} }=\varepsilon _{0}\chi _{e}{\mathbf {E} }\quad } (СИ),
и {\displaystyle \chi _{e}} представляет собой скалярную константу. Произведение {\displaystyle \varepsilon _{0}\chi _{e}} называют в СИ абсолютной диэлектрической восприимчивостью.
В случае вакуума
{\displaystyle \chi _{e}\ =0}.
У диэлектриков диэлектрическая восприимчивость обычно положительна. Диэлектрическая восприимчивость (она же поляризуемость) {\displaystyle \chi _{e}} является безразмерной величиной.
Поляризуемость связана с диэлектрической проницаемостью ε соотношением:
{\displaystyle \varepsilon =1+4\pi \chi _{e}\quad } (СГС), {\displaystyle \qquad \varepsilon =1+\chi _{e}\quad } (СИ).
Такие соотношения могут быть записаны для любой частоты {\displaystyle \omega } электрического поля.

## Случай анизотропной среды
В анизотропных кристаллах восприимчивость характеризуется тензором {\displaystyle \chi _{ij}} (значок {\displaystyle _{e}} для краткости опущен), так что связь между вектором поляризации и вектором напряжённости электрического поля выражается как
{\displaystyle P_{i}=\varepsilon _{0}\chi _{ij}E_{j}\quad } (СИ),
где по повторяющимся индексам подразумевается суммирование.
Из закона сохранения энергии можно вывести, что тензор {\displaystyle \chi _{ij}} симметричен:
{\displaystyle \chi _{ij}=\chi _{ji}}
В изотропных кристаллах недиагональные компоненты тензора тождественно равны нулю, а все диагональные равны между собой.

## Зависимость от времени
В общем случае, вещество не может поляризоваться мгновенно в ответ на приложенное электрическое поле, поэтому более общая формула содержит время:
{\displaystyle \mathbf {P} (t)=\varepsilon _{0}\int _{-\infty }^{t}\chi _{e}(t-t')\mathbf {E} (t')\,dt'.}
Это значит, что поляризованность вещества является свёрткой электрического поля в прошлом и восприимчивости, зависящей от времени как {\displaystyle \chi _{e}(\Delta t).} Верхний предел этого интеграла может быть расширен до бесконечности, если определить {\displaystyle \chi _{e}(\Delta t)=0} для {\displaystyle \Delta t<0.} Мгновенный ответ соответствует дельта-функции Дирака {\displaystyle \chi _{e}(\Delta t)=\chi _{e}\delta (\Delta t)}.
В линейной системе удобно использовать непрерывное преобразование Фурье и писать это соотношение как функцию частоты. Благодаря теореме о свёртке этот интеграл превращается в обычное произведение:
{\displaystyle \mathbf {P} (\omega )=\varepsilon _{0}\chi _{e}(\omega )\mathbf {E} (\omega ).}
Эта зависимость диэлектрической восприимчивости от частоты приводит к дисперсии света в веществе.
Тот факт, что поляризация вследствие принципа причинности может зависеть только от электрического поля в прошлом (то есть {\displaystyle \chi _{e}(\Delta t)=0} для {\displaystyle \Delta t<0}), налагает на восприимчивость {\displaystyle \chi _{e}(0)} ограничения, называемые соотношениями Крамерса — Кронига.